# Pseudadenia strampfii
Pseudadenia strampfii är en orkidéart som först beskrevs av Paul Friedrich August Ascherson, och fick sitt nu gällande namn av Peter Francis Hunt. Pseudadenia strampfii ingår i släktet Pseudadenia och familjen orkidéer. Inga underarter finns listade i Catalogue of Life.